# Gertrud Hellbrand
Gertrud Hellbrand, född 16 mars 1974, är en svensk författare, bosatt på Vikbolandet, Östergötland. Hon debuterade 2004 med romanen Vinthunden och fick sitt genombrott med släktromanen Veterinären (2014) som, förutom en östgötsk familjs öden, skildrar ridsportens framväxt i Sverige från 50-talet och framåt. Senast har Hellbrand skrivit en serie spänningsromaner, Östgötasviten, som givits ut av HarperCollins Nordic. Gertrud Hellbrand är även verksam som skrivarkurslärare på Bona folkhögskola.

## Priser och utmärkelser
- 2008 – Carl-Johan Vallgrens litteraturpris till yngre författare
- 2013 – Norrköpings kommuns kulturstipendium till Moa Martinsons minne
- 2014 – Studieförbundet Vuxenskolans författarpris
- 2014 – Stipendium ur Gerard Bonniers donationsfond
- 2015 – Albert Bonniers stipendiefond för yngre och nyare författare
- 2021 – Nominerad till Svenska deckarakademins pris för bästa svenska deckardebut (Dragoner).